# 俵山栄子
俵山 栄子（たわらやま えいこ、1962年2月9日 - ）本名：藤野 栄子（ふじの えいこ）は、ものまねタレント・女優である。三木プロダクション所属。新潟県十日町市出身。身長156cm。
モト冬樹とナンナラーズのメンバー。
また、スリービックリーズのHABU（ハブ）としても活動している。

## ものまねレパートリー
ドラえもんは習得に5年かかったと言う。
- 今陽子
- 欧陽菲菲
- 柴田理恵
- ドラえもん（大山のぶ代）
- 藤圭子
- 真矢みき
- 水前寺清子
- 青江三奈
- UA
- 小柳ゆき
- 宇多田ヒカル
- MISIA
- アン・ルイス
- 葛城ユキ
- SHOW-YA他多数

## 出演

### バラエティ
- ものまね王座決定戦
- ものまね紅白歌合戦
- キャッチアップ
- 11PM
- 爆笑スペシャル
- ギグギャグゲリラ2
- どうーなってるの?!
- これが平成のお笑い決定戦
- 笑点
- 〜あらゆる世界を見学せよ〜潜入!リアルスコープ（2011年5月7日）

### テレビドラマ
- 火曜サスペンス劇場 （日本テレビ）
  - 警部補 佃次郎7「ここだけの話」（1999年3月9日）- 斉藤町子
- 君の瞳をタイホする!
- とっても母娘
- 義務と演技
- 女33才全力疾走
- 研修医なな子
- 熱中家族
- 新・腕におぼえあり
- はれ時々くもり
- 一心太助
- 平成夫婦茶碗
- はぐれ刑事純情派（2000年） - 倉持珠子
- 黒田軟骨の女難
- 京都女優シリーズ
- 女刑務囚シリーズ
- 警視庁南平班〜七人の刑事〜